# Herren von Ramstein (Schramberg)
Die Herren von (Obereschach-) Ramstein besaßen im 12. und 13. Jahrhundert eine Herrschaft im Schwarzwald entlang der oberen Schiltach.

## Geschichte
Wie bei den Herren von Falkenstein ist bei denen von Ramstein der „Zug in den Schwarzwald“ für das 12. Jahrhundert feststellbar, d. h. die damaligen Herren von Obereschach (bei Villingen) wichen aus der Baar aus und schufen im Gebiet der oberen Schiltach eine Adelsherrschaft, die mit ihrem Aussterben 1275/88 an die mit ihnen verwandten Falkensteiner überging.
Im Einzelnen sind in der frühen Überlieferung des Schwarzwaldklosters St. Georgen folgende Herren von Obereschach-Ramstein bezeugt: Ruom (I.) (1086, 1113), Markward (I.) (ca. 1130, 1137, 1140), Ruom (II.) (1137, 1139, 1148). Markward (I.) und Ruom (II) werden vor 1137 als Herren von Eschach bezeichnet, danach als Ramsteiner. Der machtpolitisch bedingte Umzug der Eschacher nach der nun das Adelsgeschlecht kennzeichnenden Burg Ramstein muss sich also in den 1130er-Jahren vollzogen haben. Bestätigt wird diese Einschätzung durch eine Schutzurkunde Kaiser Heinrichs V. (1106–1125) vom Januar 1123 für das Kloster Alpirsbach. Das Diplom ist im Original und zwei Nachzeichnungen erhalten, die Nachzeichnungen benennen den Urkundenzeugen Ruom (II.) einmal als „von Eschach“, das andere Mal als „von Ramstein“.
Die Eschach-Ramsteiner sind damit im Umfeld der benediktinischen Mönchsgemeinschaften St. Georgen und Alpirsbach als nobiles („Edelherren“) bezeugt. Ruom (I.) erscheint 1094 als Vasall des Reichenauer und St. Georgener Klostervogtes Hermann († 1094), 1092 als miles des Grafen Burchard von Staufenberg. Durch den St. Georgener Gründungsbericht sind weitere Beziehungen zwischen den Eschach-Ramsteinern und den Adelsfamilien von Kappel, Zimmern, Hornberg, Wolfach und Lupfen belegt. Spätestens mit dem Übergang der St. Georgener Klostervogtei an die Zähringer gehörten auch die Ramsteiner zu den politischen Anhängern der Herzöge und der von Letzteren abhängigen Grafen von Sulz (Baargrafschaft). Noch 1187 findet sich Markward (III.) von Ramstein im Umfeld des Zähringerherzogs. Um 1170 geht es in einem Brief des Gegenpapstes Calixt III. (1166–1174) an das Kloster St. Georgen geht es um den Schutz der Mönchsgemeinschaft vor den Übergriffen der nicht näher bezeichneten Ritter „R. und N., genannt von Ramstein“. Diese Übergriffe betrafen ein der Burg Ramstein (zwischen Schramberg und St. Georgen) benachbartes Waldgebiet zwischen Brigach und Schiltach sowie Reichenauer Besitz. Die Ritter müssen hier insbesondere Vogteirechte wahrgenommen haben, wie dem Papstbrief zu entnehmen ist. Vielleicht war der Wald ursprünglich eine Schenkung derer von Ramstein an das Schwarzwaldkloster gewesen. Wie die Falkensteiner werden auch die Herren von Ramstein ihre Herrschaft auf Forstrechten und der Rodung von Wald aufgebaut haben.
Erst um die Mitte des 13. Jahrhunderts treten dann die Herren von Ramstein wieder in Erscheinung. Sichtbar werden die letzten Mitglieder der Familie aus dem Laienstand bis gegen 1275 und als Mönche und Geistliche bis in die ersten Jahrzehnte des 14. Jahrhunderts. Albrecht von Falkenstein war Abt des Klosters Reichenau (1260–1294), Ruom Klosterleiter von St. Gallen (1274–1281), Heinrich (IV.) wurde über siebzigjährig ebenfalls zum St. Galler Abt gewählt (1302–1318).
Die Erben der in der Welt gebliebenen Ramsteiner waren die Herren von Falkenstein. Die Linie derer von Falkenstein zu Ramstein setzte dann die Herrschaft der Ramsteiner in gewisser Weise fort, so dass deren ehemaliges Herrschaftsgebiet sich in dem der Falkenstein-Ramsteiner widerspiegelt.
Ein Zweig der Familie erscheint 1275/77 auf Burg Weiler (Ramsteinweiler) in Fischerbach. Auch die Burg Fischerbach war zeitweise in ihrem Besitz.

## Herren von Ramstein
- Ruom I. von Eschach (Edelherr) (1086, 1113)
- Markward I. von Eschach-Ramstein (ca. 1130, 1140)
- Ruom II. (1137, 1148)
- R[uom?], N. von Ramstein (ca. 1170)
- Markward III. (1187)
- Heinrich (Reichenauer Mönch) (1240, 1246)
- Ruom (Reichenauer Mönch) (1240, 1246)
- Walter (Domherr in Konstanz) (1242, 1264)
- Markward IV.? (1256)
- Markward V.? (1256, 1267)
- Markward (Domherr in Straßburg, Reichenauer Pfarrrektor in Ulm) (v. 1260, 1263/67)
- Albrecht (Abt von Reichenau) (1260–1294)
- Diethelm (Reichenauer Pfarrrektor in Ulm) (1267–1306)
- Ruom (1271)
- Ulrich (u. a. Propst von Reichenau) (1273, 1299)
- Ruom (Abt von St. Gallen) (1274–1281)
- Berthold von Ramstein zu Wiler (1275)
- Heinrich (1275)
- Berthold (u. a. Propst von St. Gallen) (1275, 1293)
- Ruom (Reichenauer Mönch) (1275, 1326)
- Walter (Mönch in St. Gallen) (1279, 1282)
- Heinrich (IV., Abt von St. Gallen) (1302–1318)

Siehe auch:  Ruine Ramstein (Schramberg)

## Wappen
Die Herren von Ramstein leiteten ihren Namen vom mittelhochdeutschen Wort „ram“ (Widder) ab. Demzufolge zeigt das Wappen des Diethelm von Ramstein einen auf einem Dreiberg stehenden Widder/Steinbock. Es ist das gleiche Motiv, das auch die Ramsteiner zu Weiler noch 1439 geführt haben.